# Nébulon
Nébulon est un personnage de fiction, super-vilain créé par Marvel Comics, apparu pour la première fois dans Defenders #13.

## Biographie du personnage
Nébulon était un membre de la race des Ul'Iula'ns, des amphibiens à 6 tentacules, dont la planète était presque à court de richesses minières. Le Grand Tribunal envoya donc des prospecteurs dans l'univers pour assurer la survie de la race.
Possédant de grands pouvoirs, Nébulon prit la forme d'un grand humanoïde à la peau dorée.
Il découvrit Hypérion (de l'Escadron Sinistre), enfermé dans une bulle de verre par le dieu Thor, qu'il libéra. Hypérion le trompa et lui annonça qu'il lui donnait la Terre.
Nébulon chercha à noyer tous les continents en faisant fondre les calottes glaciaires avec un laser puissant. Nighthawk et les Défenseurs affrontèrent l'alien qui reprit malgré lui sa forme amphibienne. Il disparut dans une explosion, incapable d'absorber le laser dirigé contre lui.
Il se retrouve sur Zaar, un monde gouverné par une race de philosophes. Il prit leur enseignement à cœur et revint sur Terre pour aider son prochain. Dans sa campagne de Contrôle Mental Céleste, il vola aux participants leur volonté propre. Les Défenseurs s'opposèrent une seconde fois à lui. Finalement, ils réussirent à le convaincre de la futilité de sa mission et il disparut. 
Quand le Grand Tribunal apprit ce qu'il avait fait, Nébulon fut condamné pour trahison. Nébulon se cacha dans l'océan Atlantique et il prit la forme de Lady Dorma, la défunte épouse de Namor. Il fit croire aux Atlantes que Dorma avait donc survécu et organisa un assaut sur Londres, mais une fois de plus, les Défenseurs intervinrent.
Plus tard, il fut capturé par un vaisseau Ul'Iula'n, qui le dépouilla de ses pouvoirs et le condamna à vivre sur Terre. Nébulon aurait dû se suicider, selon la coutume de sa race, mais il ne le fit pas.
Apprenant la déshonneur de Nébulon, sa femme Supernalia arriva sur Terre pour le forcer à mettre fin à ses jours. Pendant ce temps, Nébulon s'était allié avec Vengeurs, dans le but secret d'utiliser leur technologie pour siphonner leurs pouvoirs et regagner le sien. Les Défenseurs, alliés à Supernalia, et les Vengeurs s'affrontèrent. Supernalia réalisa que son action était un viol de l'éthique de sa race et elle se suicida. Nébulon tenta de la sauver mais fut aussi frappé par le rayon qui tuait sa femme.
En mourant, il proclama qu'il avait enfin agi honorablement. Les Défenseurs enterrèrent le couple dans la neige de l'Himalaya.

## Pouvoirs et capacités
- Sous sa forme originelle, Nébulon ressemblait à une sorte de poisson-amphibien jaune de 3 mètres de long, possédant 6 tentacules et pesant plus de 500 kg.
- Cette race peut se métamorphoser en humanoïde, mais ne peut pas copier les traits d'une personne existante.
- La force de Nébulon dépassait celle d'un humain normal.
- Il tirait son pouvoir de la biosphère des planètes visitées qu'il façonnait en champ de force ou en rayons d'énergie. Le degré de puissance réel est inconnu mais a suffi pour faire vaciller Hulk. Nébulon s'affaiblissait quand il quittait la planète. S'il restait trop longtemps loin d'une planète possédant une biosphère, il atteignait un niveau physique proche d'un simple humain.
- Il pouvait aussi se téléporter ou traverser les dimensions, mais ne pouvait pas se téléporter à travers l'espace intergalactique.